# 茨城県立坂東清風高等学校
茨城県立坂東清風高等学校（いばらきけんりつ ばんどうせいふうこうとうがっこう）は、茨城県坂東市にある県立高等学校。

## 概要
茨城県立高校再編による統廃合により、坂東市内の岩井高等学校と坂東総合高等学校が統合し、2020年4月に開校した。
敷地は本校舎が岩井高校跡、農場が坂東総合高校跡を利用する。

## 沿革
- 2015年12月25日 - 茨城県教育委員会が「第２次県立高等学校再編整備の後期実施計画」を決定し、平成32年度に岩井・坂東総合の両校が統合することが発表。
- 2019年10月1日 -「茨城県県立学校設置条例の一部を改正する条例」が施行され、坂東清風高等学校が設置される[1]
- 2020年4月 - 坂東清風高等学校開校。
- 2022年3月31日 - 岩井・坂東総合の両校が閉校[1]。

## 設置学科
- 総合学科
1年次では共通した科目を履修し、2年次以降は4つの系列のうち生徒が希望した系列に分かれて学習する。各系列は、人文・自然・情報ビジネス・ライフデザインに分かれ、それぞれの特色を活かした授業が行われる。
  - 人文系列
英語や国語、社会などの人文系の科目を中心に学習し、総合政策，人文，政治経済などの大学等への進学を目指す。
  - 自然系列
数学や理科など自然科学系の科目を中心に学習し、総合政策，理，工，農，医学などの大学等への進学を目指す。
  - 情報ビジネス系列
商業，ビジネスに関する教科・科目を体系的に学習し、大学等の情報処理関連の分野への進学、検定資格を生かした就職や、起業家の育成を行う。
  - ライフデザイン系列
衣・食・住に関する教科・科目を体系的に学習し、服飾・栄養・調理・福祉関連の大学等への進学、保育園や介護施設等の生活関連産業への就職を目指す。
- 農業に関する学科
園芸技術科と農業工学科があり、くくり募集される。1年次では地域農業，農業と福祉について共通の科目を学習し、2年次より各学科に分かれ学習する。
  - 園芸技術科
野菜などの栽培や加工，流通までを学習し、経営などを学び就農や専門性を活かして農学系大学への進学を目指す。
  - 農業工学科
環境デザインコースとフードシステムコースに分かれ学習を行う。
    - 環境デザインコース
生活環境をデザインする造園技術，測量について学習し、造園業，建設業などへの就職や専門性を活かして大学，短大，専門学校への進学を目指す。
    - フードシステムコース
地域の農産物を使って，加工品の製造について学習し、食品関連企業などへの就職や専門性を活かして大学，短大，専門学校への進学を目指す。

## 交通
- 首都圏新都市鉄道つくばエクスプレス線守谷駅、関東鉄道常総線水海道駅及び東武鉄道野田線愛宕駅からバス、「岩井局前」下車、徒歩約3分。
- 東京駅から高速バス常総ルートに乗車し、「岩井局前」下車、徒歩約3分。